# Desert Strike: Return to the Gulf
Desert Strike: Return to the Gulf, conhecido simplesmente como Desert Strike, é um jogo desenvolvido pela Electronic Arts (EA) e lançado em fevereiro de 1992 para Sega Genesis.

O jogo também foi lançado para Super Nintendo, e para Amiga.

## Jogabilidade
É um shoot 'em up estratégico, onde controlamos um helicóptero que percorre várias zonas do Golfo, devendo o jogador optar pela estratégia mais eficiente para cumprir os objetivos propostos, sem deixar os seus recursos acabarem. 
Apesar do lado mais cerebral do jogo, a ação é bastante frenética, tornando a jogabilidade muito dinâmica, o que acabou por ser uma mistura de sucesso.
O jogo é divido por quatro grandes missões, subdivididas por diversos objetivos a cumprir que passavam por destruir infraestruturas, capturar inimigos, resgatar prisioneiros, etc... 